# Chrysobothris neopusilla
Chrysobothris neopusilla är en skalbaggsart som beskrevs av Fisher 1942. Chrysobothris neopusilla ingår i släktet Chrysobothris och familjen praktbaggar. Inga underarter finns listade i Catalogue of Life.